# Depalatalizace
Depalatalizace je pojem označující ve fonetice opak palatalizace, tedy případ, kdy po prvotním změkčení hlásek (palatalizace) dochází k opětovnému ztvrdnutí (depalatalizace). Palatalizace (tedy tendence k měkkosti hlásek, které proběhly v rámci praslovanských hláskových procesů) proběhly celkem tři: tzv. první palatalizace, druhá palatalizace a třetí palatalizace. Podobně se v historii českého jazyka rozlišují tři procesy depalatilazace:
- Pračeská depalatalizace
- Hlavní historická depalatalizace
- Druhá historická depalatalizace

Depalatalizace obecně je velmi zásadní hláskoslovnou změnou, která odlišila češtinu a slovenštinu od ostatních západoslovanských jazyků. Změna probíhala různě, což později způsobila diference v různých nářečních skupinách. Přesné stanovení průběhu a důsledné vymezení podmínek depalatalizace komplikuje jak grafika, která ve staré češtině neznázorňovalo měkkost, tak komplikovanost českého jazyka, ve kterém se často setkáváme s vyrovnáváním tvarů pomocí analogie. Dále mohl být jednou z příčin depalatalizace slabší stupeň palatalizovanosti před e.

## Pračeská depalatalizace

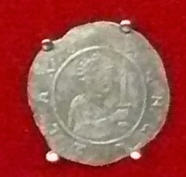
Svatoplukův denár

Ke vzniku depalatalizací, tedy ztvrdnutí měkkých hlásek, docházelo v češtině několikrát. První z depalatalizací byla pračeská neboli prehistorická. Důkazy jejího proběhnutí jsou pouze nepřímé, jelikož v češtině se dříve nijak neznázorňovala měkkost graficky. První doklady depalatalizace pocházejí z 11. století (např. jméno Svatopluk na českých denárech). Ke ztvrdnutí některých původních měkkých souhlásek docházelo ve slabikách, po nichž bezprostředně následovala tvrdá zubodásňová souhláska (t, d, n, s, z, r, l, nově ztvrdlé c), v pozici před zaniklým lichým měkkým jerem (tj. tьt >t’t > tt) i měkká zubodásňová (c‘, č, š a patrně i n‘). Depalatalizaci pravděpodobně nepodlehlo l‘. Pračeské depalatalizace přímo nerušily systém, způsobily však jeho jiné rozložení. Došlo k rozdílnému rozložení palatalizovaných a nepalatalizovaných hlásek.
Depalatalizace vznikala ve třech pozicích:
- t’et > tet
  - Tato depalatalizace dle zjištění proběhla před zánikem jerů.
- t’ät > tät > tat
  - Tato depalatalizace je nejmladší.
- tьt >t’t > tt
  - Proběhla až po zániku jerů.

Tyto depalatalizace proběhly před koncem 12. století.

## Hlavní historická depalatalizace
Způsobila ztvrdnutí většiny tehdejších palatalizovaných souhlásek a tím odstranila hlavní znak pračeského a raně staročeského konsonantického systému, totiž protiklad měkkých a neměkkých konsonantů. Proces depalatalizace začal zhruba v polovině 13. století a skončil na konci 14. století. Grafika dříve měkkost neoznačovala, takže z ní nelze zjistit mnoho o změnách měkkosti.
Nejdříve byly odstraněny měkké retnice b‘, p‘, m‘, v‘, f‘ (pozůstatky nalezneme v severomoravských nářečích). Před i a ě se hlásky změnily v palatály a depalatalizaci nepodlehly. Hlásky d‘, t‘, n‘ se pak začlenily do konsonantického systému jako samostatná řada palatál ď, ť, ň. Ve spojení s e konsonanty s konsonanty d‘ t‘ n‘ depalatalizovaly,[ujasnit] avšak ve slezských nářečích se sblížily s palatálami a v rámci některých úseků se i nadále vyvíjely. S příchodem další fáze došlo k depalatalizaci sykavek a ř před ě.
Výsledkem depalatalizací vznikala nová výslovnost slov, v nějakých případech se měkkost na koncích slov obnovila vlivem hlásek, které depalatalizaci bránily. Jediný protiklad, který zůstal ve staré češtině uchován, byl protiklad měkkého a tvrdého l a měkkého a tvrdého i a y. Jako důkaz nám slouží výtky Jana Husa z počátku 15. století, jenž Pražanům vytýká nedodržování výslovnosti tvrdého a měkkého l. V nové výslovnosti spatřuje Jan Hus vliv německého jazyka. Hlavní historická depalatalizace měla na podobu současného českého jazyka velký vliv, ač se měkkost graficky neznačila, její odstranění napomohlo vzniku dnešní podoby jazykového systému.

## Druhá historická depalatalizace
Oproti dříve rozebírané hlavní historické depalatalizaci jsou její dopady značně menší a méně závažné. Jedná se pouze o ztvrdnutí měkkého ť ve skupině šť v postavení před konsonantem. V mnoha odborných publikacích se druhá historická depalatalizace přímo nevyčleňuje, pro úplnost je však dobré o jejím proběhnutí alespoň sporadicky vědět a znát skupinu, kterou ovlivnilo a důsledky, jakými se podepsala na dnešní podobě českého jazyka.